# Florian Ellersdorfer
Florian Ellersdorfer (slowenisch: Florijan) (* 24. April 1861 in Haimburg-Unterlinden/Vovbre-Podlipa; † 3. Februar 1929 in Griffen/Grebinj) war ein österreichischer Realitätenbesitzer und Politiker der slowenischen Minderheit in Kärnten.

## Leben
Ellersdorfer war der Sohn des Landwirts Karl Ellersdorfer (* 1832; † 2. Oktober 1891) und dessen Ehefrau Helena geborene Haffner (* 6. Januar 1839; † 26. April 1902). Er war römisch-katholisch und heiratete am 24. Juni 1889 Josefa Blaschitz (* 13. Dezember 1869; † 18. November 1931). Aus der Ehe gingen zwei Söhne und zwei Töchter hervor.
Ellersdorfer besuchte die Volksschule und wurde dann durch Einheirat Landwirt, Realitätenbesitzer und Besitzer einer Säge, zweier Mühlen
und einer Ölpresse in Rausch/Ravž bei Griffen. Im Jahr 1903 verkaufte er das Mört(e)l-Anwesen in Unterlinden. Von 1903 bis 1910 amtierte er als Bürgermeister der vereinigten Gemeinden Markt Griffen, Haberberg und Kaunz.
Im Jahr 1907 war er erfolglos Kandidat der Christlichsozialen Partei im LGM-Wahlkreis 4 (Althofen, Eberstein, Völkermarkt) für den Reichsrat.
Vom 21. September 1909 bis zum 20. September 1915 war er Abgeordneter im Kärntner Landtag. Er war Mitglied des Bau- und des Finanzausschusses und gehörte dem Klub slowenisch-katholische Partei an.